# Menglacris maculata
Menglacris maculata är en insektsart som beskrevs av Jiang, G. och Z. Zheng 1994. Menglacris maculata ingår i släktet Menglacris och familjen gräshoppor. Inga underarter finns listade i Catalogue of Life.